# Araeopteroninae
Araeopteroninae es una pequeña subfamilia de polillas perteneciente a la familia Noctuidae. Considerado una tribu, Araeopteronini, de Boletobiinae.

## Géneros
- Abablemma
- Araeopterella
- Araeopteron
- Sigela